# Алексеев, Кузьма
Кузьма́ Алексе́ев (октябрь 1764 — ?) — участник и предводитель крестьянских волнений терюхан в 1804—1810 годах, последнего крупного национального движения мордовского (эрзянского) крестьянства. Новокрещёный родом из деревни Большое Сескино, крепостной графини Софьи Алексеевны Сен-При, урождённой княжны Голицыной, супруги графа Карла Францевича Сен-При. Местные русские крестьяне шутливо  называли Кузьму Алексеева  «Кузя-бог» или «Кузька-Бог».

## Верования
После проникновения христианских воззрений в эрзянскую среду, образовалось так называемое «двоеверие»: смесь элементов православия и язычества. По мнению Валерия Юрченкова, двоеверие было единственно возможной в то время формой приспособления этнической идеологии к тогдашней Российской империи. Традиционные эрзянские верования при этом преобразовывались в направлении монотеизма.
По словам Кузьмы Алексеева, весной 1808 года перед Николиным днём он услышал глас свыше, «чтобы он молился Богу по-мордовски и подавал милостыню, что приходят последние века, и на ключ при деревне Сескине, называемый Рахлейка, Божьим судом сойдёт дом Давидов с золотым столбом и Давид будет судить по своей старой вере и все веры приклонит под свою веру; а вера оная будет мордовская, и ковши их мордовские, которые хранятся в Нижнем Новгороде, только и ждут Давидовых законов. Все люди будут мордовской веры и ходить в мордовском платье и тогда будет праведный суд; ударит двенадцать громов в один раз и будет кончина века, а после того солнце будет ходить на правую руку; восходить будет там, где оно ныне заходит, для того поклонялись бы они на запад».

## Движение
Кузьма Алексеев был крепостным крестьянином графини Софьи Алексеевны Сен-При. Он занимался хлебопашеством, а также углежжением. В 1808 году Кузьма стал делиться пророчествами с односельчанами; в январе 1809 года он был отослан в вотчинную тюрьму в село Лысково; после Пасхи он возвратился в родное село, где снова начал пророчествовать о скором конце света.
В мае его вновь отослали в Лысково, а в сентябре 1809 года Кузьма Алексеев тайно покинул Лысково и вернувшись в родное село снова начал проповедовать, призывая эрзян организовать большие моления по языческому обряду. На это моление собралось несколько сот местных крестьян («не менее четырёх тысяч душ» указано в приказе губернатора Руновского); некоторые из них, поверив в приближение конца света, начали раздавать имущество и перестали сеять хлеб. Кроме того, Алексеев велел местным эрзянам собираться на такие моления каждую пятницу и воскресенье. На этот раз дело приняло серьезный оборот — терюшевский пророк и его ближайшие последователи были арестованы.
Обряды проходили в тайне в мольбище (керемети) близ деревни Малое Сескино. Место до сих пор называют Кузьмины Караваи, оно располагается на эрзянском городище VII века в старом лесу, выросшем на стрелке оврагов с крутыми берегами.
В январе Кузьма Алексеев и ещё семеро местных крестьян предстали перед нижегородским уголовным судом.
Суд решил наказать Кузьму Алексеева плетьми и сослать в Иркутскую губернию, как указано в определении Нижегородской палаты уголовного суда.
Двое последователей Кузьмы были отданы в солдаты, остальные после телесного наказания отправлены на прежнее место жительства.

## Знаменитые цитаты
«Иисус Христос — не Бог, а чин, и чин этот низложен»
«Народы оденутся в мордовские платья и станут такими же, как мордва»
«С запада придут спасение и свобода»